# Абу-Кебір
Абу-Кебір (Абу-Кабір, араб. أبو كبير) — місто в Єгипті, у східній частині дельти Нілу, третє за величиною місто провінції Еш-Шаркія (після міст Заказік та Більбейс).

## Історія
Абу-Кебір було засноване при Фатимідах. Корінне населення міста вважає себе нащадками племені Хазіль, яке перекочувало в дану місцевість для заняття землеробством.

## Міські квартали
Основні міські квартали:
- Харб
- Ель-Карамус
- Тель-Абу-Ясін

## Адміністративний район
Район Абу-Кабір налічує займає площу 1230 км². Район включає в себе 6 сільських громад, до яких відноситься 27 сіл і 284 дрібніших поселень.